# 五溴化铀
五溴化铀 是一种铀 的溴化物。

## 制备
五溴化铀可以通过铀与溴在乙腈催化下的反应或四溴化铀与溴的反应制得。 
{\displaystyle {\ce {2 U + 5 Br2 -> 2 UBr5}}}

## 性质
五溴化铀是深棕色吸湿性结晶固体。  它的晶体结构与β-五氯化铀的三斜晶型相同，空间群 {\displaystyle P{\bar {1}}}。 与水接触会分解。 